# Girls, Girls, Girls (singolo Mötley Crüe)
Girls, Girls, Girls è un singolo della band Hair metal americana dei Mötley Crüe. È il primo singolo estratto dall'album omonimo, pubblicato nel 1987.

## Il video
Il video della canzone è ambientato in uno strip club, dove i quattro componenti del gruppo ( Nikki, Mick, Tommy e Vince ) si siedono al primo tavolo per guardare lo spettacolo. Esiste una versione non censurata del video in cui le scene nel club sono più esplicite e le ragazze riprese in topless.